# The Sea Within
The Sea Within is een 2017 geformeerde internationale supergroep. 

## Muziekgroep
Initiatiefnemer was het platenlabel InsideOut Music, gespecialiseerd in progressieve rock en progmetal. Zij stelden gitarist/zanger Roine Stolt voor een band samen te stellen met krachtige songwriters. Stolt is voornamelijk bekend uit The Flower Kings en Transatlantic. De andere leden van de The Sea Within hebben dan ook hun sporen verdiend in de niche van progressieve rock. Desalniettemin kwam de aankondiging van deze supergroep pas nadat de plaatopnamen voor hun debuutalbum al bijna waren afgerond. Alhoewel er gebruik werd gemaakt van de digitale snelweg bij het componeren bleek een gezamenlijk verblijf in de Livingston geluidsstudio in Londen vruchtbaar. Voor het eerste album kon de band kiezen uit twee uur muziek; een kruising tussen progressieve rock, artrock en filmmuziekachtige klanken. Er kwam een aankondiging dat het album op 22 juni 2018 zou verschijnen, net op tijd voor hun optreden bij de Lorelei op het Night of the Progfestival in Duitsland, amper een maand later. Drie medewerkers van IO Pages (nr 150, juni 2018) werden het niet eens over de kwaliteiten van het album. De ene (Edwin Ammerlaan) vond het incoherent (een teveel aan invloeden van afzonderlijke leden), terwijl een ander (Freek Wolff) het als coherent omschrijft. De derde (Menno von Brucken Fock) vond het te chaotisch (ook de stijlen) en te nerveus. 
Roine Stolt vertelde in 2018 tegenover IO Pages (Nr. 151, juli/augustus 2018) dat de namen van de bandleden garant stonden voor een hogere vergoeding bij optredens. Hij omschreef toen de band als een verzameling liefhebbers van gelijksoortige muziek. Hij verzorgde doelbewust niet de eerste zangstem, hij wilde niet dat The Sea Within te veel op The Flowers Kings zou gaan lijken. 
Een tweede album is in het najaar van 2021 nog niet aangekondigd. Stolt gaf in de tussentijd wel albums uit met The Flower Kings (Islands) en Transatlantic, met de laatste band staat in 2022 een uitgebreide tournee op stapel (gegevens oktober 2021).

## Leden
Basisleden zijn:
- Roine Stolt – zang, gitaar
- Daniel Gildenlöw – zang gitaar (uit Pain of Salvation)
- Casey McPerson – zang en gitaar (Flying Colors, meest tijdens concerten)
- Jonas Reingold – basgitaar (The Flower Kings, Karmakanic)
- Tom Brislin – toetsinstrumenten, zang (Yes, Renaissance etc.)
- Marco Minnemann – drumstel, percussie, zang, gitaar (begeleidingsband Steven Wilson)

## Album
Het album kwam inderdaad uit op 22 juni 2018 na tien dagen opnamen maken (IO Pages 151). Binnen de niche van de progressieve rock werd het wisselend ontvangen. De speeltechniek van de heren was al bekend, maar men vond de mengeling van stijlen soms te veel van het goede. In een aantal westerse landen haalde het album de Album Top 100, maar dan wel voor slechts een week notering.

## Musici
Zie bovenstaand met gasten:
- Jon Anderson – zang op Broken Cord
- Casey McPherson – zang op Broken Cord, The Hiding of Truth, Goodbye (hier nog gast)
- Jordan Rudess – piano op The Hiding of Truth
- Rob Townsend – tenorsaxofoon op The Ashes of Dawn

## Muziek
| Nr. | Titel                                                    | Duur  |
| --- | -------------------------------------------------------- | ----- |
| 1.  | Ashes of Dawn (Stolt, Reingold)                          | 5:59  |
| 2.  | They Know My Name (Brislin)                              | 5:09  |
| 3.  | The Void (Stolt, Reingold)                               | 4:53  |
| 4.  | An Eye for an Eye for an Eye (Minnemann)                 | 7:01  |
| 5.  | Goodbye (Reingold, Stolt, Brislin, Gildenlöw, Minnemann) | 5:31  |
| 6.  | Sea Without (Stolt)                                      | 2:23  |
| 7.  | Broken Cord (Stolt, Minnemann)                           | 14:10 |
| 8.  | The Hiding of Truth (Stolt)                              | 5:35  |

| Nr. | Titel                                                 | Duur |
| --- | ----------------------------------------------------- | ---- |
| 1.  | The Roaring Silence (Stolt, Brislin)                  | 8:04 |
| 2.  | Where Are You Going? (Brislin, Gildenlöw)             | 5:54 |
| 3.  | Time (Reingold, Stolt, Gildenlöw, Brislin, Minnemann) | 7:18 |
| 4.  | Denise (Reingold, Stolt, Gildenlöw)                   | 5:16 |